# Prise 2
Prise 2 est une chaîne de télévision québécoise spécialisée de catégorie B en langue française détenue par le Groupe TVA lancée le 9 février 2006.

## Historique
Après avoir obtenu une licence du CRTC pour un service appelé Nostalgie, le Groupe TVA lance Prise 2 le 9 février 2006 qui propose un service composé de classiques de la télévision et du cinéma.
Le 15 juin 2012, le service Prise 2 sur demande est lancé.
En août 2012, le Groupe TVA annonce sur les réseaux sociaux le lancement de Prise 2 en haute définition qui a été lancé le 27 août 2012.
Pour l'automne 2013, Prise 2 a préparé sa première émission originale, soit La Ligne du temps animée par Isabelle Racicot, produite en studio où l'animatrice recevra des invités du milieu artistique québécois dans le but de partager des souvenirs du passé. Elle a été annulée en octobre 2013 pour raisons budgétaires.

### Identité visuelle (logotype)

Logo du 9 février 2006 jusqu'au 13 décembre 2010.
Logo du 13 décembre 2010 jusqu'au 12 décembre 2018.
Logo depuis le 12 décembre 2018.

## Programmes
Cette chaîne offre une programmation qui plonge les téléspectateurs dans leurs souvenirs, et ce, peu importe l'année de production. L'horaire de Prise 2 est très changeant donc une série peut revenir en ondes plusieurs mois après sa diffusion initiale. Elle diffuse (ou a diffusé) notamment :

### Première diffusion, séries récentes
- 22.11.63, dès le 22 novembre 2016[6]
- L'Arme fatale, depuis le 2 juillet 2017[7]
- MacGyver, depuis le 14 janvier 2018[8]
- Magnum, depuis le 1er mai 2019
- Young Rock, depuis le 24 février 2022

## Journée spéciale 50 ans TVA (19 février 2011)
Dans le cadre des 50 ans de TVA, Prise 2 a offert une programmation spéciale comprenant les émissions suivantes :
- Les Satellipopettes
- Patof voyage
- Bla Bla Bla
- Adam ou Ève
- Charivari
- Les Tannants
- Et ça tourne
- R.S.V.P.
- Ad Lib
- Cha Ba Da

## Prise 2 se souvient
Occasionnellement, Prise 2 offre des spéciaux d'émissions basés sur différentes thématiques comme les variétés, l'humour, les émissions jeunesse, les talk-shows, le country/western et les émissions de cuisine. Parmi la liste des émissions présentées dans le cadre de ces thématiques, nous retrouvons :
- Ad Lib
- Bibi et Geneviève
- De bonne humeur
- Double défi
- Drôle de vidéo
- Et ça tourne
- Fais-moi rire
- Fanfan Dédé
- Fifi Brind'acier
- Flipper
- Fusée XL-5
- Goldorak
- Le Grand blond avec un show sournois
- Le Jardin des étoiles
- Jeunesse
- Jeunesse d'aujourd'hui
- Joe 90
- Maman Dion
- Le Monde de M. Tranquille
- Montréal en direct
- Le Poing J
- Pop Express
- R.S.V.P.
- Le Ranch à Willie
- Les Satellipopettes
- Les Sentinelles de l'air
- Les Tannants
- Télé-Pirate
- Un monde en folie